# سسک زرد پاپیروسی
سسک زرد پاپیروسی، سسک‌مگس‌گیر پاپیروسی یا سسک‌مگس‌گیر نوک‌نازک (Calamonastides gracilirostris) گونه‌ای از سسک‌های درختی است. در گذشته، اینها در پیراتبار " سسک‌های جهان قدیم " قرار می‌گرفتند. در سردهٔ خود یکنواخت است. در بوروندی، جمهوری دموکراتیک کنگو، کنیا، رواندا، تانزانیا، اوگاندا و زامبیا یافت می‌شود. زیستگاه طبیعی آن مرداب‌ها است. از دست دادن زیستگاه آن را تهدید می‌کند.